# Zhao Qinggang
Zhao Qinggang (né le 24 juillet 1985) est un athlète chinois, spécialiste du lancer du javelot.

## Biographie
Son meilleur lancer est de 83,14 m obtenu à Shenyang le 9 septembre 2013. Le 2 octobre 2014, il bat le record d'Asie en 89,15 m, un record qui résistait depuis 25 ans, pour remporter le titre des Jeux asiatiques à Incheon.

### Palmarès
| Date | Compétition             | Lieu      | Résultat | Performance |
| ---- | ----------------------- | --------- | -------- | ----------- |
| 2009 | Jeux de l'Asie de l'Est | Hong Kong | 2e       | 79,62 m     |
| 2013 | Jeux de l'Asie de l'Est | Tianjin   | 1er      | 82,97 m     |
| 2014 | Jeux asiatiques         | Incheon   | 1re      | 89,15 m     |

### Records
| Épreuve           | Performance  | Lieu    | Date           |
| ----------------- | ------------ | ------- | -------------- |
| Lancer du javelot | 89,15 m (AR) | Incheon | 2 octobre 2014 |